# Jedive

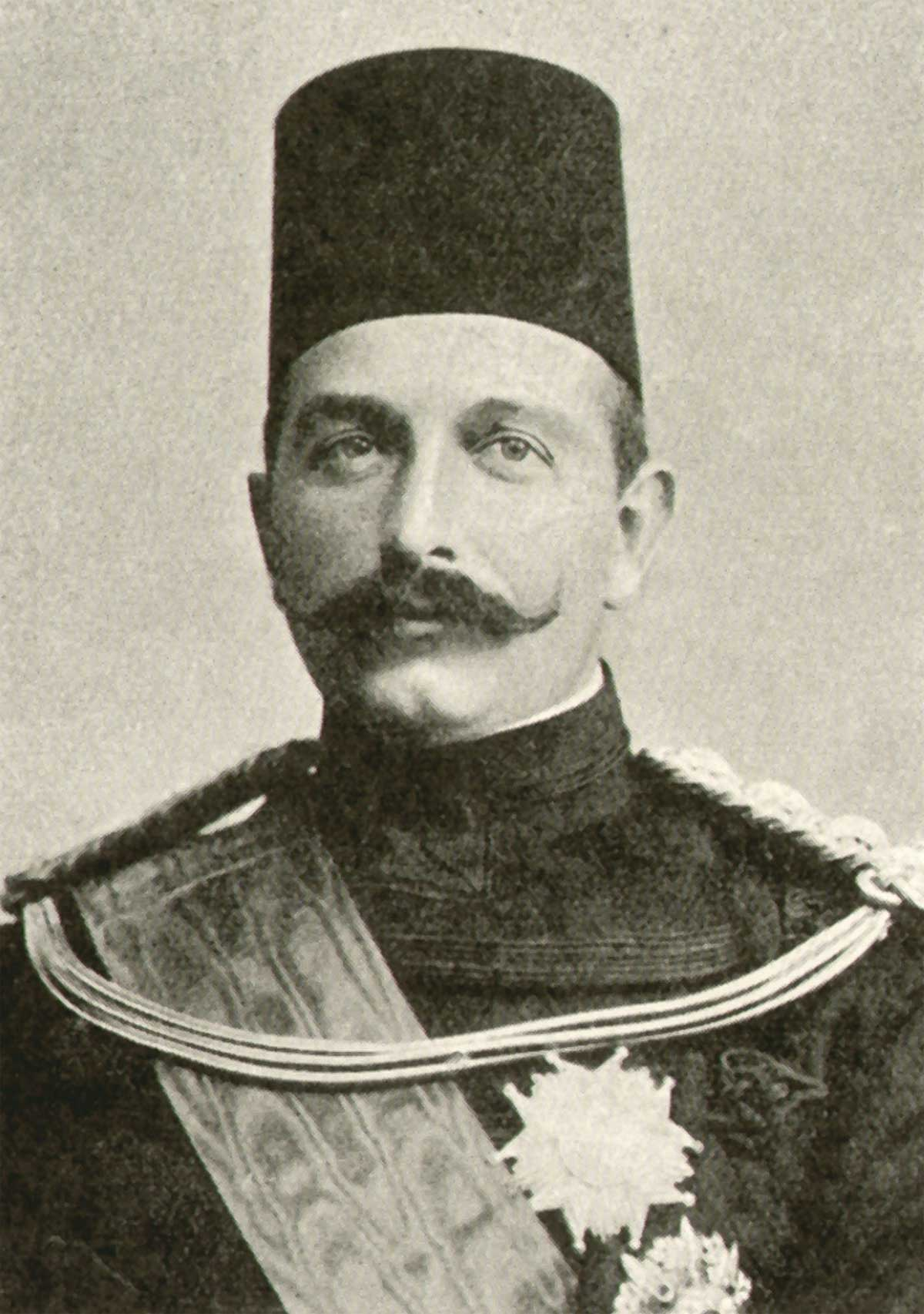
Abbas Hilmi II, Jedive de Egipto (1892–1914)

Jedive (en turco otomano: خدیو‎, romanizado: jıdiv, en árabe: خديوي‎, romanizado: judaywī, del persa خدیو jidiw, «señor»; a veces escrito khedive, con ortografía francesa o inglesa) fue un título honorífico de origen persa clásico usado para los sultanes y grandes visires del Imperio otomano, pero usado de manera más famosa para el virrey de Egipto entre 1805 y 1914.El título fue creado en 1867 por el sultán otomano Abdülaziz I para el entonces gobernador de Egipto, Ismail Pachá. El hijo de Ismail, Tewfik Pachá, heredó el título, al igual que el hijo de este, Abbas II Hilmi. Abbas fue depuesto por los británicos en 1914, acabando con dicho título.